# Michael Forsyth

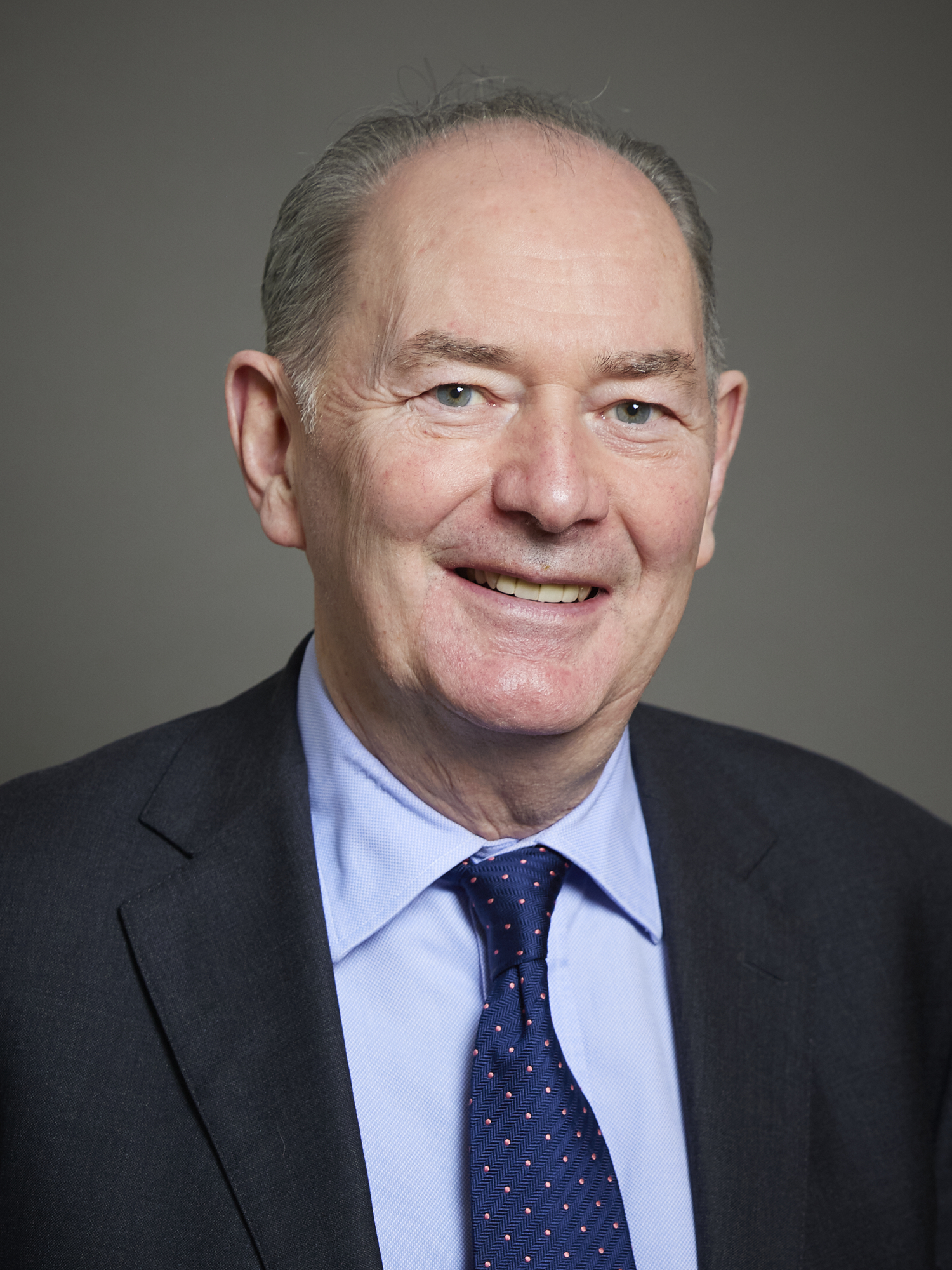
Michael Forsyth, 2024

Michael Forsyth, Baron Forsyth of Drumlean (* 16. Oktober 1954 in Montrose, Angus, Schottland) ist ein britischer Politiker der Conservative Party, der unter anderem Schottland-Minister war.

## Leben
Nach dem Besuch der Arbroath High School studierte Forsyth von 1972 bis 1976 an der University of St Andrews und engagierte sich bereits zu der Zeit politisch als Präsident der Konservativen Vereinigung der University of St Andrews von 1973 bis 1976, zwischen 1975 und 1977 als Mitglied des Exekutivkomitees der Nationalen Union der konservativen und unionistischen Vereinigungen (National Union of Conservative and Unionist Associations) sowie von 1976 bis 1977 als Vorsitzender der Föderation der konservativen Studenten. Danach war er in der Kommunalpolitik tätig und zwischen 1978 und 1983 Mitglied des Stadtrates von Westminster.
Bei den Unterhauswahlen vom 9. Juni 1983 wurde er als Kandidat der Conservative Party erstmals zum Mitglied des House of Commons gewählt und vertrat dort bis zum 1. Mai 1997 den Wahlkreis Stirling. Während seiner Parlamentszugehörigkeit war er zwischen 1986 und 1987 zunächst Parlamentarischer Privatsekretär von Außenminister Geoffrey Howe, ehe er anschließend sein erstes Regierungsamt als „Juniorminister“ übernahm, als er zum Parlamentarischen Unterstaatssekretär im Schottlandministerium ernannt wurde. Während dieser Zeit war er von 1989 bis 1990 auch Vorsitzender der Scottish Conservative Party, des Landesverbandes der Conservative Party in Schottland.
1990 wurde er Staatsminister im Schottlandministerium und war dort bis 1992 für Gesundheit, Bildung, Sozialarbeit und Sport zuständig, ehe er im Anschluss erst Staatsminister im Ministerium für Beschäftigung und dann von 1994 bis 1995 im Home Office, dem britischen Innenministerium, war.
Im Rahmen einer Kabinettsumbildung wurde er im Juni 1995 von Premierminister John Major zum Schottlandminister (Secretary of State for Scotland) und damit zum Nachfolger von Ian Lang. Das Amt des Schottlandministers übte er bis zum Ende der Amtszeit Majors nach der verlorenen Unterhauswahl vom 1. Mai 1997 aus. Er selbst erlitt bei diesen Unterhauswahlen auch eine persönliche Wahlniederlage und verlor seinen Wahlkreis an seine Herausforderin von der Labour Party, Anne MacGuire. Dabei verlor er 7,5 Prozentpunkte sowie rund 5200 Wählerstimmen gegenüber der Wahl von 1992.
1999 wurde er als Life Peer mit dem Titel Baron Forsyth of Drumlean, of Drumlean in Stirling, in den Adelsstand erhoben und ist seither Mitglied des House of Lords. Als solcher war er zwischen 1999 und 2000 auch Mitglied der Kommission zur Stärkung des Parlaments sowie von 2005 bis 2006 Vorsitzender der Kommission für die Steuerreform.
Daneben war er von 2000 bis 2003 Mitglied des Entwicklungsgremiums der National Portrait Gallery sowie Mitglied des Direktorium von J. & J. Denholm, dem Holding-Unternehmen der Denholm-Gruppe, die auf den Gebieten Schifffahrt, Logistik, Meeresfrüchte, Industrie- und Ölfelddienstleistungen tätig ist, der Bank NBNK Investments plc sowie Vizevorsitzender des Beratungs- und Investitionsdienstleisters Evercore Partners für den Bereich Europäisches Investmentbanking. Darüber hinaus ist er Direktoriumsmitglied bei der Denkfabrik Centre for Policy Studies (CPS).